# 我們一家都是人
《我們一家都是人》，台灣超級電視台系列單元劇，是一個現場直播的電視情境喜劇系列，1995年10月12日開播，表演工作坊製作，賴聲川擔任創意總監、編劇、導演，國泰航空長期贊助。

## 提要
《我們一家都是人》是將劇場表演帶入電視的一種新嘗試，演員於早上10點進入攝影棚排練，劇本則是以當時的新聞時事動態加以改編，晚上9點（後改為8點）登台演出，電視現場直播，開放觀眾參觀錄影，頗受好評。賴聲川於1995年接下超級電視台的合約，開始這個嘗試。但表演工作坊另一位創辦人李立群反對這種過於商業化與太過快速、表面的表演方式，因而離開表演工作坊。
《我們一家都是人》內容可分成四個階段：1995年至1996年為第一階段《清流工廠》，共演出137集；1996年9月至1997年為第二階段《台灣精神》，共演出89集；1997年6月開始為第三階段《一間客棧》，共演出130集；1997年年底至1998年為第四階段《寶島大國民》，總共播出244集；最後創下連續播出600集的紀錄。共同主題曲〈我們一家都是人〉，由羅大佑一手包辦作詞、作曲、主唱，但《一間客棧》時期曲風與其他階段不同（因為《一間客棧》是古裝劇）。
由於《我們一家都是人》廣受好評，2004年8月，中視推出同樣由表演工作坊製作的情境喜劇《我們兩家都是人》。

## 各階段簡介與角色
《我們一家都是人》的四個階段皆為不同的舞台背景與角色，但演員陣容大同小異。

### 清流工廠
金童將一間已歇業的工廠「清流工廠」更改為出租房，許多來自四面八方的房客在此一同生活，產生各種趣事。此階段最大特色在於，部分集數是由全體演員即興演出，沒有劇本，考驗演員之間的默契。
| 角色   | 演員   | 簡介 |
| 金童   | 顧寶明 | 清流工廠的房東。                                                                                               |
| 阿牙   | 李建常 | 清流工廠的房客，本名「李詩雅」，小鳳的青梅竹馬，為陪著小鳳來台北工作而住進清流工廠。老家在高雄，平時愛打籃球。 |
| 小鳳   | 張鳳書 | 清流工廠的房客，阿牙的青梅竹馬。只憑著舊報紙上的徵人廣告，就上台北來找工作，因而住進清流工廠。                 |
| PC     | 陳立華 | 本名「康普特」（源自「computer」的英文諧音），對電腦有專長，也是劇中虛構的廣播電台「好電台」的導播。           |
| 紫雲   | 蕭艾   | 不出名的小作家，本名「陳健雄」，平時兼任好電台DJ。                                                             |
| 貴子   | 孫寶貴 | 滿口日語的台灣粉領族，在日商公司上班。                                                                         |
| 阿德   | 尹昭德 | 背負巨額債務的「搶錢一族」，常常推著裝載便當的超市手推車出入，專長是站著睡覺。                                 |
| 趙高   | 趙自強 | 臺北市政府公務員，鬼點子多，極度貪小便宜、貪財。                                                               |
| 老施   | 卜學亮 | 趙高的朋友，足智多謀，常給旁人好的賺錢建議，卻一身貧窮。                                                       |
| 藍     | 郎祖筠 | 好電台DJ。 |
| 金鑫   | 金士傑 | 大陸來的金童的堂哥，有時會自稱自己名叫「金四金」。在童哥去大陸修行時，代理童哥為清流工廠的大家長。             |
| 林小姐 | 文英   | 後期搬來清流工廠的隔壁住戶，原為清流工廠對面大樓的住戶。在童哥去大陸修行時，代理童哥為清流工廠的大家長。       |
| 傅總   | 馮翊綱 | 以前金童所開公司的總經理，煩惱是身為總經理卻一直被叫成「傅（副）總經理」。                                     |
| 詩詩   | 鄧程惠 | 阿牙的姊姊，本名「李詩詩」。擔心阿牙而北上探視，因而住進清流工廠，平時是從事直銷業。                           |
| 阿勳   | 那維勳 | 阿牙的好朋友，平時常和阿牙、小鳳一起鬼混。                                                                     |
| 芭樂   | 鄧安寧 | 狗仔風格的小報記者。                                                                                           |

### 台灣精神
舞台為一名不見經傳的小電視台「台灣精神台」，其對手是「WCN」電視台。該單元經常邀請一些藝人客串以做宣傳，許茹芸宣傳專輯《如果雲知道》時即來過。
| 角色             | 演員   | 簡介 |
| 老闆娘           | 文英   | 台灣精神台的老闆，相當鄙視WCN。由於「WC」是「廁所」的英文縮寫，她總是以閩南語「便所台」（廁所台）稱呼WCN。                                                                                         |
| 廖錢英雄         | 趙自強 | 老闆娘招贅的女婿。「廖錢」是閩南語「虧錢」之意。講話會誇張地眨眼，因此偶爾被誤認為變態，嚇跑來賓。                                                                                                 |
| 戴禮             | 馮翊綱 | 台灣精神台新聞部主任。其名諧音「代理」。 |
| 艾琳             | 蕭艾   | 台灣精神台新聞主播。 |
| 劉農             | 劉爾金 | 擅廚藝，在台灣精神台主持烹飪節目《劉農上菜》。其名諧音「流膿」。 |
| 蔣孝華           | 宋少卿 | 台灣精神台新聞主播，自稱是「蔣中山」的孫子。其名諧音「講笑話」。 |
| 國師             | 陳立華 | 台灣精神台工友，也是蔣孝華的師父。年紀輕輕但滿頭白髮，身穿長袍馬褂，貌似飽讀詩書的老學究。 |
| 曾建仁           | 曾國城 | 英文名字「Armani」，台灣精神台某部門主任。其名諧音「真賤人」。 |
| 徐麗花           | 徐華鳳 | |
| 簡美雪           | 季芹   | 英文名字「Miyuki」(另有日本名竹間美雪)，在台灣精神台打工的女學生。 |
| 小葉（葉赫那拉） | 那維勳 | 台灣精神台攝影師，是滿族人。阿絲常把他的名字說成「葉嚇那魯灣」。 |
| 恰吉（陳喬吉）   | 卜學亮 | 與台灣精神台一同開設的水電行老闆。經常爆粗口，為此常被阿絲數落。 |
| 阿絲（劉雪絲）   | 郎祖筠 | 恰吉的妻子，常稱呼恰吉為「緣投仔」（閩南語「帥哥」之意），恰吉則稱她「水某」（閩南語「漂亮老婆」之意）。講話帶台灣國語，相當剽悍，聽到恰吉爆粗口時會把他臭罵一頓，但恰吉也會以她的台灣國語吐槽她。 |

### 一間客棧
清朝末年的北京有間客棧名為「一間客棧」，來自各地形形色色的旅客齊聚一堂。
| 角色     | 演員   | 簡介                                                                       |
| 霍達     | 馮翊綱 | 一間客棧的老闆，人稱「霍掌櫃」。其名諧音「豁達」。                         |
| 豆腐娘   | 譚艾珍 | 霍掌櫃的妻子。                                                             |
| 霍許     | 柳翰雅 | 霍掌櫃的養女。其名諧音「或許」。                                           |
| 卞太     | 趙自強 | 知名烤鴨餐廳的少東，也是一位美食家。其名諧音「變態」。                     |
| 龐公公   | 曾國城 | 皇宮中的太監，常光顧一間客棧。其名諧音「香貢貢」（閩南語「香噴噴」之意）。 |
| 無名氏   | 那維勳 | 虛構武術流派「無名劍」的武師，住在一間客棧。                               |
| 黃左山   | 黃仲崑 | 致力推翻滿清、建立民國的革命家，住在一間客棧。扮相與孫中山十分相似。       |
| 林台灣   | 卜學亮 | 來自台灣的青年，只會說閩南語，住在一間客棧。                               |
| 台灣他娘 | 文英   | 林台灣的母親。                                                             |
| 老白     | 宋少卿 | 人力車車伕，義和團成員，常幫一間客棧接送客人。                             |
| 石珊妮   | 徐華鳳 | 留洋歸國的小姐。                                                           |
| 賈舉仁   | 陳立華 | 其名諧音「假舉人」。                                                       |
| 花四少   | 陳希聖 |                                                                            |
| 孔鶴     | 郎祖筠 | 讀書人，住在一間客棧。其名諧音「恐嚇」。有一妹妹名叫孔雀。                 |
| 段一刀   | 劉爾金 | 屠夫，常自稱「粗人」，住在一間客棧。                                       |

### 寶島大國民
| 角色     | 演員   | 簡介   |
| 流浪漢   | 顧寶明 |        |
| 阿滿姨   | 文英   |        |
| 可玲     | 蕭艾   |        |
| 麗枝     | 郎祖筠 |        |
| 當歸     | 那維勳 |        |
| 乖乖     | 柳翰雅 |        |
| 打工妹   | 六月   |        |
| 黃建國   | 卜學亮 | 寶島長 |
| 歐陽嘯天 | 趙自強 |        |
| 喬治     | 李傑聖 |        |
| FiFi     | 席德佳 |        |

## 獎項
| 年份 | 頒獎典禮     | 獎項       | 名單   | 結果 |
| ---- | ------------ | ---------- | ------ | ---- |
| 1997 | 第32屆金鐘獎 | 男主角獎   | 趙自強 | 提名 |
| 1997 | 第32屆金鐘獎 | 女配角獎   | 郎祖筠 | 提名 |
| 1997 | 第32屆金鐘獎 | 導播獎     | 賴聲川 | 提名 |
| 1997 | 第32屆金鐘獎 | 戲劇編劇獎 | 編劇群 | 提名 |

## 其它
「我們一家都是人」也可以是下列意思：
- 羅大佑的歌，上述電視節目的主題曲。
- 台灣的學生作文笑話，作文程度太差的學生將「我們都是一家人」寫成「我們一家都是人」。

另外，當時正值台灣電視的黃金時期，許多大牌藝人有時也會在《我們一家都是人》客串演出。劉德華在一集客串演出中還被同劇演員索取簽名。

## 資料來源
- 台灣電視資料庫
- 超視《我們一家都是人》電視節目影片

## 電視節目的變遷
| 臺灣 超級電視台 | 臺灣 超級電視台                                | 臺灣 超級電視台 |
| --------------- | ---------------------------------------------- | --------------- |
|                 | 我們一家都是人 （1995年10月12日 - 1998年月日） |                 |
| —               | —                                              |                 |